# Ludwig Adolf Spach

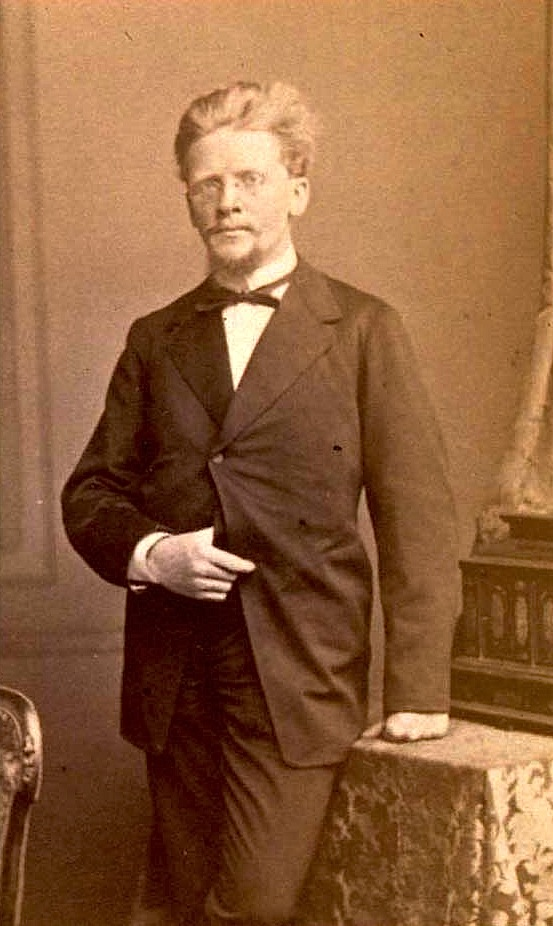
Ludwig Adolf Spach, 1872

Ludwig Adolf Spach (* 27. September 1800 in Straßburg; † 16. Oktober 1879 ebenda), auch Louis Adolphe Spach und Ludwig Spach, Pseudonym Louis Lavater, war ein französisch-deutscher Historiker, Übersetzer, Journalist und Romanschriftsteller aus dem Elsass, der zweisprachig deutsch und französisch schrieb.

## Leben
Spach studierte von 1820 bis 1823 in Straßburg die Rechte, war dann Erzieher in Paris, Rom und der Schweiz, 1840 Archivar des Département Bas-Rhin und daneben von 1848 bis 1854 Schriftführer des protestantischen Direktoriums und 1872 Honorarprofessor an der Universität. Seit 1870 war er korrespondierendes Mitglied der Bayerischen Akademie der Wissenschaften.
Spach formulierte deutlich die Zerrissenheit vieler Elsässer, die deutschsprachige Franzosen sein wollten und nicht vom Reich vereinnahmt werden: Der Autor fühlt ...ein unseliges Schwanken zwischen zwei sich feindlichen Sprachen. Im Doppelringen zersplitterten sich (die) Kräfte; bald nach Osten, bald nach Westen gekehrt, hat seine literarische Tendenz keinen festen Haltepunkt mehr. (Ich) nährte in (meiner) Brust lange eine Zwillingsliebe für die gallische und die deutsche Muse, und lernte erst allzuspät einsehn, dass es sich mit solcher idealen Huldigung wie mit der Brautwerbung verhalte, nämlich dass man sich für eine von beiden entscheiden muss (1839). Spach hat sich dann für die französische Kultur entschieden, was der deutschnationale Herausgeber des Sammelwerkes von 1916 kritisiert.
Unter dem Pseudonym Louis Lavater verfasste er mehrere Romane, u. a.: Henri Farel. Roman alsacien (1834), Le nouveau Candide (1835), eine Adaption Voltaires, und Roger de Manesse (1849).
Er starb 1879 in Straßburg. Seine Grabstätte befindet sich auf dem Cimetière Saint-Gall (Sektion 1A-2-10).

## Werke (Auswahl)
- Ludwig Spach, Büste von Philipp GraßHistoire de la Basse-Alsace. 1859

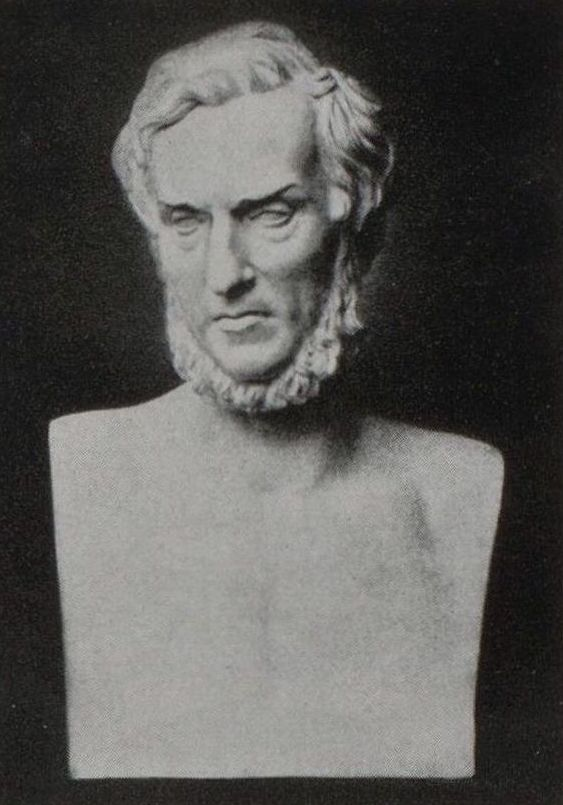
Ludwig Spach, Büste von Philipp Graß

- Lettres sur les archives départementales du Bas-Rhin. Straßburg 1861
- Inventaire sommaire des archives départementales du Bas-Rhin. 3 Bände. Straßburg 1863ff.
- OEuvres choisies. 5 Bände. Berger-Levrault, Paris 18XX 1869–1871
- Moderne Culturzustände im Elsaß. 3 Bände. K. J. Trübner, Straßburg 1873–1874
- Heinrich Waser. Drama. Straßburg 1875
- Dramatische Bilder aus Straßburgs Vergangenheit. 2 Bände. Straßburg 1876
- Zur Geschichte der modernen französischen Literatur. Trübner, Straßburg 1877
- Gedichte. In: Deutsche Dichtung im Elsaß von 1815 bis 1870. Eine Auswahl. Hg. Emil von Borries. Trübner, Straßburg 1916, S. 93–107 (dieselben Gedichte wie in der Ausg. von 2003)
- Gedichte (Neudruck: Verlag Neues Elsaß, Straßburg 2003)
  - Ich frage nie, woher die Töne kommen
  - Die liebe Ruhe (1916 jedoch: "Der Liebe Ruhe", dies ist der richtige Titel)
  - Das Unaussprechliche
  - Die Weide und die Wiese
  - Clement Marot
  - Morgengenuß
  - Nicht lange mehr!
  - In der Nacht
  - Die Tiber fließt ruhig im Sonnenschein
  - Der Peters-Dom und das Straßburger Münster
  - Rückkehr
- Autobiographische Aufzeichnungen (Franz Xaver Kraus, Hrsg.), in: Jahrbuch für Geschichte, Sprache und Literatur Elsass-Lothringens, 15. Jahrgang, Straßburg 1899, S. 45–88. 16. Jahrgang, Straßburg 1900,S. 93–138. fortgesetzt im 17. Jahrgang 1901.